# 内山隧道

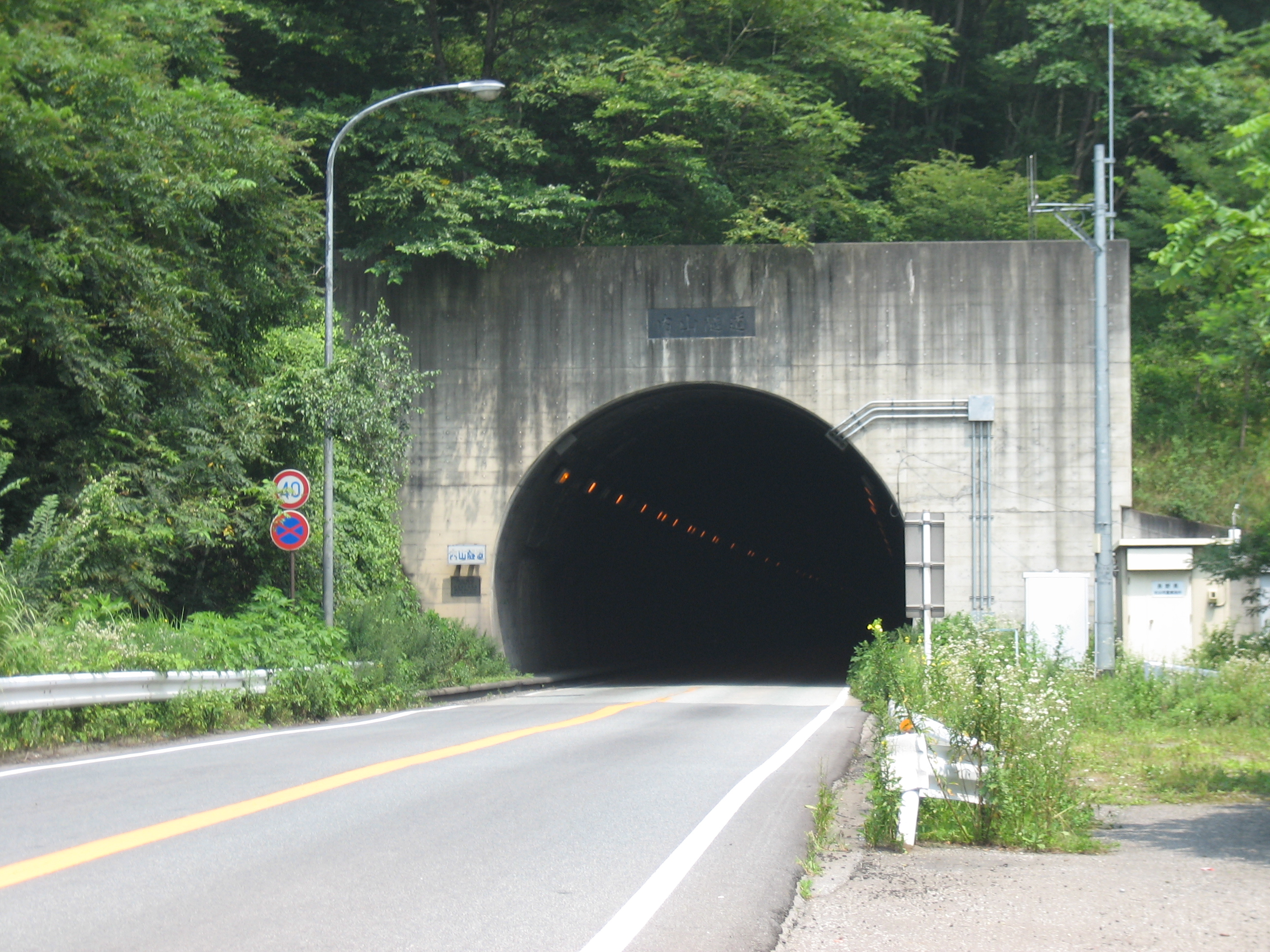
内山隧道長野県側坑口

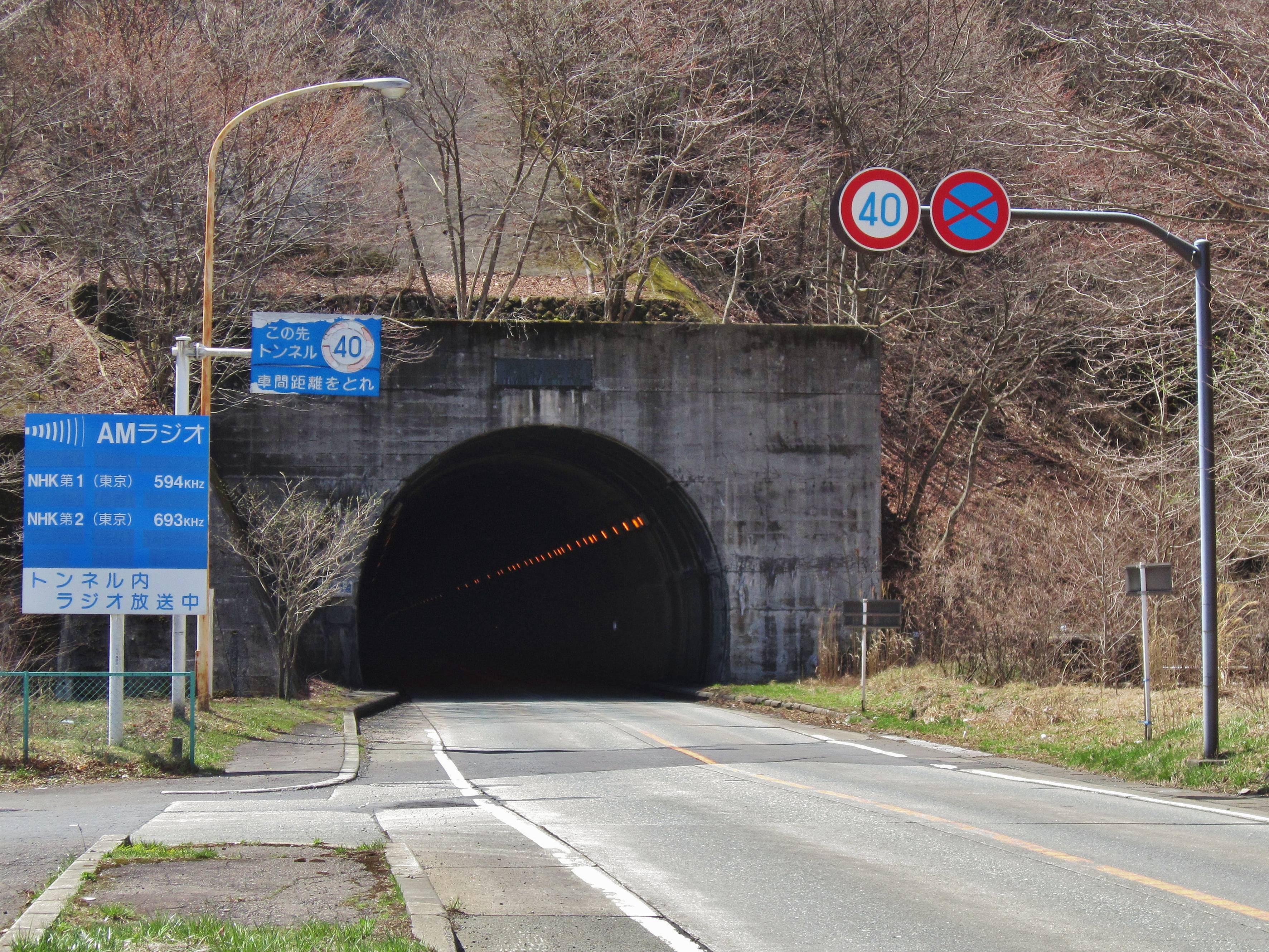
内山隧道群馬県側坑口

内山隧道（うちやまずいどう）は、群馬県甘楽郡下仁田町と長野県佐久市の県境を通る国道254号のトンネルである。1973年（昭和48年）に完成し、1978年（昭和53年）に開通した。

## 基本データ
- 総延長：1254m
- 幅：8m（2車線）
- 高さ：4.5m

## 概要
従来、国道254号で群馬・長野県境を越えるには、下仁田町南野牧の集落を抜け、その先の山の側道を越え、内山峠の峠道を通過する必要があった。しかしこの旧道は、狭隘、急勾配、急カーブ、集落の中を通過するなどの問題があった上、トラックなど大型車の通過・すれ違いが困難であったため、新道の開通が待たれていた。
1970年（昭和45年）より新道の工事が着手された。工事は佐久側より進められ、1973年（昭和48年）に内山隧道が貫通。1978年（昭和53年）に開通した。内山隧道から、下仁田隧道手前までの区間が第三工区であり、この時点では、現在の新道の全区間が開通した訳でなく、後述する下仁田隧道手前までの開通だった。
国道上の内山峠最高到達地点をトンネル内で迎える（ただし、旧道はトンネルの上を通っていて、国道指定当時はこちらのほうが標高が高かったため、事実上最高到達地点が低くなった）。このトンネルを境に、長野県側に抜けると緩い下り坂が現れ、群馬県側に抜ければ、急勾配の下り坂が現れる。群馬県側、長野県側とも、上り車線には登坂車線があり、旧道に比べ利便性が大きく向上した。

## 下仁田隧道
下仁田隧道は、同じく国道254号上にある総延長885mのトンネルである。名称の通り、下仁田町にある。
内山隧道が1978年（昭和53年）に開通したものの、長野県側から来たとき、現在の下仁田隧道手前で、市野萱の方へと下っていた。この道も狭隘、大型車通行困難などの問題があったため、こちらも開通が待たれていた。下仁田隧道は1987年（昭和62年）に完成した。

## 現在
内山隧道開通から10年以上経過した1989年（平成元年）8月に、下仁田町南野牧から佐久市に至る大規模な工事の全工程を終え、現在の新道が全線開通した。旧道となった区間には、新道開通前には車道として使われていたものの、現在では廃道となっている部分がいくつか見られる。新道開通後は交通量が増大、特にトラックなどの大型車輌の交通は、開通前と比べものにならないほどに増し、トラック街道と化している。

## 旧道の扱い
旧道は、1978年（昭和53年）の内山道路（第三工区）開通に伴い、内山峠から長野県側佐久市内山までの区間は国道指定から外れた。内山隧道開通に伴う旧道区間のうち、長野県側に国道標識は残されていないが、群馬県側には県道44号との交差点に簡易標識（赤色を背景に国道番号を表記したもの）が2008年（平成20年）の夏ごろに設置されている。